# Grant Avenue (stacja metra)
Grant Avenue – stacja metra nowojorskiego, na linii A. Znajduje się w dzielnicy Brooklyn, w Nowym Jorku i zlokalizowana jest pomiędzy stacjami Euclid Avenue i 80th Street. Została otwarta 29 kwietnia 1956.